# Meteorologija u 1911.
◄◄ | ◄ | 1908. | 1909. | 1910. | 1911.  | 1912. | 1913. | 1914. | ► | ►►
Arhitektura • Astronomija • Biologija • Film • Fotografija • Glazba • Kazalište • Kemija • Kiparstvo • Knjige • Književnost • Kršćanstvo • Meteorologija • Medicina • Planinarstvo • Politika • Pravo • Promet • Slikarstvo • Strip • Šport • Televizija • Znanost • Zrakoplovstvo • Željeznički promet
Meteorologija u 1911.

## Hrvatska i u Hrvata

### Smrti
- Grgur Bučić, hrvatski prirodoslovac: ihtiolog, oceanograf, meteorolog, voditelj meteorološke postaje, konstruktor meteoroloških uređaja, entomolog, a bavio se i klimatologijom, paleontologijom, mineralogijom i arheologijom (* 1829.)

## Vanjske poveznice
|  | Zajednički poslužitelj ima još gradiva o temi Vrijeme u 1911. |